# Евбея
Евбе́я, або Еввія (грец. Εύβοια) — острів в Егейському морі, другий за величиною після Криту; територія Греції. Іноді острів називають «грецьким страусом» через схожість його контурів на цього птаха.
В Середньовіччі венеційці називали острів Негропонте — «чорний міст».

## Географія
Знаходиться на відстані 80 км від Афін і простягається вздовж північного узбережжя Аттики. Площа острова — 3 908 км², населення 170 000 чоловік. Столиця — місто Халкіда.
Евбея належить до групи островів Північних Спорад. Довжина 180 км, а ширина у найвужчому місці — 7 км, у найширшому — 50 км, протяжність берегової лінії — 680 км. Острів гористий, найвищий пік гора Дірфіс сягає висоти 1 749 м над рівнем моря, розвинений карст.
Острів настільки близько розташований до материкової Центральної Греції, що навіть поєднаний із берегом мостом. Протока Евріпа, через яку й перекинуто міст, сама по собі є пам'яткою: вода в ній лине зі швидкістю, що часто досягає 8 км/год. Однак при цьому дивовижною є не швидкість потоку, а те, що кожні шість годин течія спиняється на короткий час, а потім знову спрямовується, але щоразу у протилежному напрямку. Цей мінливий рух води відбувається безперервно вже тисячі років. За легендою, Арістотель потонув в Евріпі, намагаючися розгадати цю її таємницю.

## Пам'ятки на острові
Швейцарські археологи в Греції знайшли руїни храму Артеміди, який шукали понад 100 років. Святилище знайдене на острові Евбея біля підніжжя пагорба Палеоекклісія, що поруч з рибальським селом Амарінтос.

## Уродженці
- Ахей з Еретрії – давньогрецький поет і драматург.